# Emet we-Emuna
Emet we-Emuna (hebräisch בִּרְכַּת גְּאוּלָּה /  בִּרְכַּת אֱמֶת וֶאֱמוּנָה; Segensspruch auf die Wahrheit und den Glauben/Segensspruch auf die Erlösung) ist ein Segensspruch, der unmittelbar nach dem Schema (hebräisch ברכות קריאת שמע) während des Maariw erfolgt.

## Beschreibung
Emet we-Emuna ist das parallele Gebet zu Emet we-Jaziw, das während des Schacharit unmittelbar nach dem Schema vorgetragen wird. Aber im Gegensatz zu Emet we-Jaziw, das von der Erlösung in der Vergangenheit der jüdischen Vorfahren spricht, verbindet Emet we-Emuna die zukünftige Erlösung der Juden. Sein Vortrag erfüllt ebenso die Verpflichtung, des Auszugs aus Ägypten am Abend zu gedenken. Emet we-Emuna beschreibt die Juden als auserwähltes Volk, das sich durch seine Beziehung zu Gott definiert und von den anderen Völkern unterscheidet.

## Text und Übersetzung
„Wahrheit und Vertrauensgrund ist dies alles und unerschütterlich für uns, daß Er, Gott, unser Gott ist und nichts außer Ihm und wir Jisrael sein Volk sind, der uns aus der Hand von Königen frei gemacht hat, unser König, der uns erlöst aus dem Griff all der Machtkecken, der Gott, der für uns an unseren Drängern Genugthuung nimmt, allen Feinden unserer Seele Vergeltung zahlt, unergründlich Großes übt und Wunder ohne Zahl, er unserer Seele Halt giebt im Leben und unsern Fuß dem Wanken nicht überließ, der uns auf die Höhen unserer Feinde führt und unser Horn über alle unserer Hasser hob, der uns Wunder übt und Rache an Pharao, Zeichen und Überzeugungsthaten im Lande der Söhne Cham’s; der mit seinem hinausschreitenden Zorn alle Erstgeborene Mizrajims schlug, da er sein Volk Jisrael aus ihrer Mitte zu ewiger Freiheit führte, der seine Söhne durch das Schilfmeers gespaltene Teile hindurchführt, ihre Verfolger und ihre Hasser in Fluten senkte. Seine Söhne sahen seine Allmacht, priesen und huldigten seinen Namen und übernahmen willig seine Herrschaft. Mit unendlicher Freude stimmten Mosche und Jisraels Söhne Dir den Gesang an und sprachen alle: Wer ist wie Du unter den Göttern, Gott! Wer wie du machteinzig in Heiligkeit! Gefürchtet in Thatenliedern, Wundervollbringern! Deine Herrschaften sahen Deine Söhne, indem Du das Meer vor Mosche spaltest, Dies ist mein Gott! stimmten sie an und sagten: Gott wird in aller Ewigkeit regieren! und gesagt ist’s: Denn es hat Gott Jaakob frei gemacht und hat es von dem erlöst, der ihm der Stärkere gewesen – Gesegnet sei Du, Gott, der Israel erlöst hat.“